# Xã Union, Quận Saunders, Nebraska
Xã Union (tiếng Anh: Union Township) là một xã thuộc quận Saunders, tiểu bang Nebraska, Hoa Kỳ. Năm 2010, dân số của xã này là 1.682 người.